# 艾塞克斯 (安大略省)
艾塞克斯（英語：Essex）是加拿大安大略省西南部艾塞克斯縣一鎮，為該縣的行政中心。據2011年加拿大人口普查所示，艾塞克斯有19600名居民。現時的艾塞克斯鎮是於1999年1月1日成立，由舊有的艾塞克斯鎮和哈羅鎮（Harrow）聯同北科爾徹斯特鄉（Colchester North）和南科爾徹斯特鄉（Colchester South）合併而成。

## 歷史
美國獨立戰爭過後，效忠英國的十三州殖民相繼遷至英屬北美，而此地則於1792年劃下科爾徹斯特鄉。殖民於19世紀陸續遷至此地，當中包括逃離美國的黑奴、來自歐洲的新移民以及從艾塞克斯縣其他地方遷居至此的法裔家庭。此地聚落原集中於伊利湖沿岸一帶；位於内陸地段的哈羅鎮址於1824年劃下，但早期發展緩慢。科爾徹斯特鄉於1850年正式設立地方政府，1879年則分為北科爾徹斯特鄉和南科爾徹斯特鄉。
隨著加拿大南方鐵路（Canada Southern Railway）於1872年修建至此，該鐵路和當地主要道路塔爾博特徑（Talbot Trail）的交匯處亦迅速發展起來，並於1884年1月建制為艾塞克斯中央村（Essex Centre），再於1890年改設鎮並簡化名稱為艾塞克斯。另一方面，伊利湖、艾塞克斯和底特律鐵路（Lake Erie, Essex and Detroit Railway）則於1890年代開通至哈羅，令當地終於興旺起來。哈羅於1898年設為警政村落（police village），再於1930年改制為鎮。
溫莎市於20世紀中期脫離艾塞克斯縣，成為一個分割行政區（separated municipality）。艾塞克斯縣遂將其縣治遷至艾塞克斯鎮，並在鎮内興建一座新的縣政府大樓；縣議會議事廳於1974年正式遷至現址。
1990年代末，安省政府改革其轄下的地方行政區，並於1997年宣佈精簡艾塞克斯縣内的地方政區，當中包括將艾塞克斯鎮、哈羅鎮、北科爾徹斯特鄉和南科爾徹斯特鄉合併成新的艾塞克斯鎮，於1999年1月1日正式生效。為了區別新舊艾塞克斯鎮，鎮政府將舊有艾塞克斯鎮一帶的名稱改回以往的艾塞克斯中央。

## 交通
安大略3號省道為鎮内的主要道路，掠過艾塞克斯鎮東北角（即艾塞克斯中央的外圍），向西北通往溫莎，向東南通往利明頓。航空交通方面，最接近艾塞克斯鎮的主要機場為溫莎國際機場和底特律都會韋恩縣機場。

## 外部連結
- 维基共享资源上的相關多媒體資源：艾塞克斯
- （英文）Town of Essex （页面存档备份，存于）－艾塞克斯鎮政府官方網站